# فويينكا (كريم)
فويينكا (Воїнка) هي مدينة في مقاطعة كريم في أوكرانيا.
يبلغ عدد سكانها حوالي 4251   نسمة.